# Eurailscout

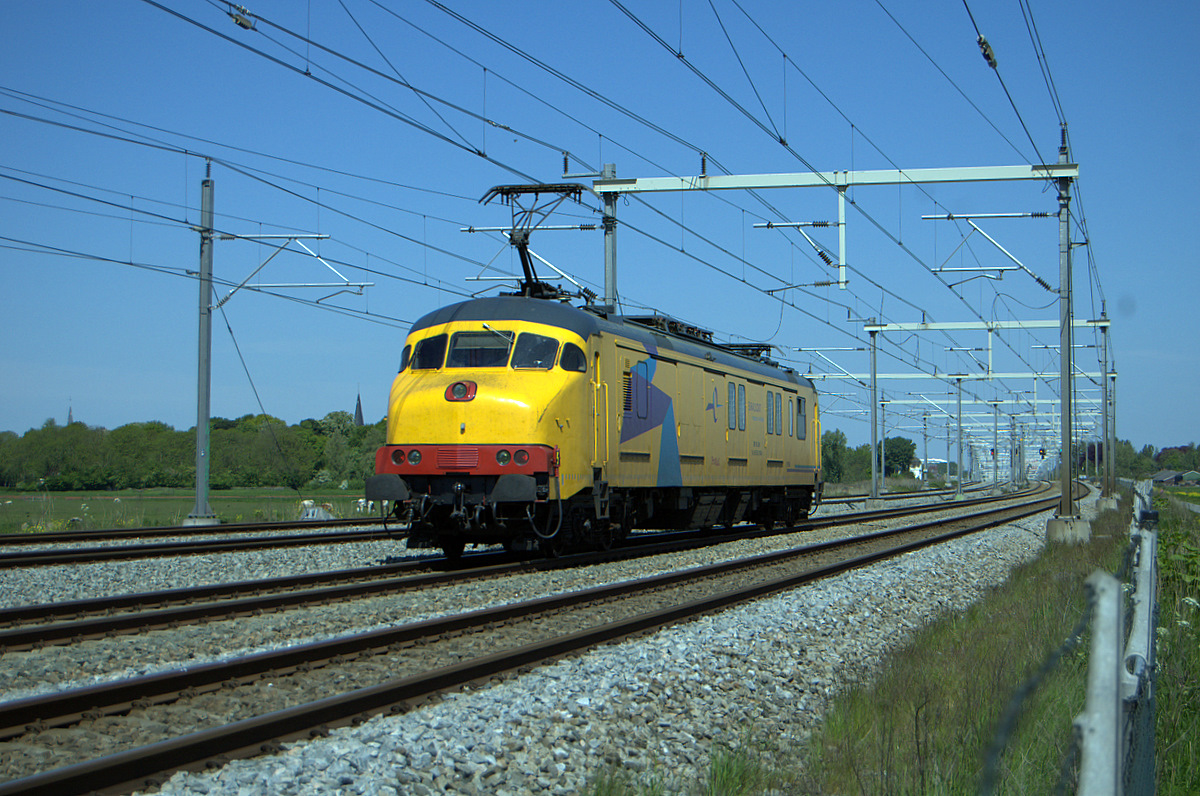
De voormalige motorpost 3024, nu als meetrijtuig Jim in bezit van Eurailscout.

Eurailscout Inspection & Analysis b.v. is een Nederlands spoorwegbedrijf dat zich bezighoudt met inspectie van spoorweginfrastructuur in Europa. 
Eurailscout is voortgekomen uit het meetbedrijf van de Nederlandse Spoorwegen en is voor 50% in handen van het Franse nationale spoorwegmaatschappij SNCF. De overige 50% is in handen van Strukton Rail, een Nederlands bouw- en spoorbedrijf.
Het bedrijf heeft zijn hoofdkantoor in Amersfoort en tevens kantoren in Parijs, Bologna en Berlijn.